# キャンパス寄席
『キャンパス寄席』（キャンパスよせ）は、NHKラジオ第1放送で放送される演芸番組である。

## 概要
大学の講堂・体育館・大教室などを会場に、その大学の学生を前に、漫才師・落語家の芸を送る演芸番組である。
『真打ち競演』が高齢者向けのベテラン演芸を取り扱うのに対し、当番組は、バラエティ番組などで活躍する「旬」の若手〜中堅芸人を登用するのが特徴である。
進行役はサンドウィッチマンが務め、また、収録する会場の大学の女子学生がアシスタントとして進行に携わっている。2016年4月30日の放送より、声優の戸松遥が進行役に加わっている。
2010年4月29日に第1回が放送され、大型連休・お盆・年末年始に計6回放送されていた。レギュラー放送は、2011年4月30日より毎月最終土曜日20時台（20:05 - 20:55）にて放送開始（4月30日、5月28日は、過去の放送よりの再放送（再構成）。新規収録分は、6月25日からの放送）。2012年には午前中に移動した。なお、他の週は『真打ち競演』（これまでは月曜20:05 - 20:55）を放送する。収録は1回の公開収録の会場で、2回分の放送を収録。
2018年2月分をもって定期放送を終了。同年7月より不定期に祝日の午後放送する体制に移行。初回は7月16日（海の日）で、放送時間は午後1時5分～2時55分。途中でニュース（ローカルニュース、全国ニュース）を10分間はさむ2時間枠に変更された。

## 内容
- オープニング
- 公開録音放送
  - ゲスト芸人による漫才や漫談などの口演（終演後、サンドウィッチマンが短くインタビュー）
  - 収録会場の学生とゲスト芸人が参加する「企画コーナー」（クイズ、大喜利など。落語家は参加しないことが多い）
  - 落語（『真打ち競演』には出演しないような若手が出演。終演後のインタビューはない）
- エンディング（次回放送予定日を紹介）

サンドウィッチマンが漫才を披露する回もある。
初期は、オープニングとエンディングはスタジオ収録となっており、サンドウィッチマンが番組内容や収録時のエピソード、リスナーからのメールなどを紹介していたが、現在はすべて現地での収録で構成されている。

## 放送時間
- 2011年4月30日 - 2012年2月25日 毎月最終週の土曜日 20:05 - 20:55
- 2012年4月28日 - 2018年2月24日 毎月最終週の土曜日 10:05 - 10:55（毎月最終週以外は『真打ち競演』を放送）
- 2018年7月16日 - 現在 不定期
  - 以後、7月16日（海の日）、同11月23日（勤労感謝の日）、2019年1月14日（成人の日）